# HD 42083
HD 42083，又名BD+52 1041、SAO 25613、HR 2172，是一顆恒星，視星等為6.3，位於銀經161.29°、銀緯15.63°。其B1900.0座標為赤經6h 3m 43.5s，赤緯+52° 15.63′ 4″。